# Списак фобија везаних за сексуалност
Фобија везана за сексуалност је страх одбојност или негативан став према одређеној врсти сексуалног понашања или према људима који припадају одређеној групи. Фобије повезане са сексуалношћу односе се на рекације које почињу од антипатије па све до велике мржње.

## Фобије
- Бифобија: Стах или предрасуда од бисексуалне особе.[1]
- Хетерофобија: Стах или предрасуда од хетеросексуалаца.[2]
- Хомофобија: Страх или предрасуда од хомосексуалаца.[3]
- Лезбофобија: Страх или предрасуда од лезбијки.[4]
- Трансфобија: Страх или предрасуда од трансродних особа.[5]